# 15.º governo da Monarquia Constitucional
O 15.º governo da Monarquia Constitucional, ou 2.º governo da restauração da Carta, nomeado a 20 de maio de 1846 e exonerado a 6 de outubro de 1846, foi presidido pelo duque de Palmela, mas o cargo de presidente do Conselho de Ministros ainda não estava juridicamente definido.
A sua constituição era a seguinte:
| Cargo                                                                   | Detentor | Detentor                                                 | Período                                    |
| ----------------------------------------------------------------------- | -------- | -------------------------------------------------------- | ------------------------------------------ |
| Presidente do Conselho de Ministros                                     |          | Duque de Palmela (1781–1850)                             | 20 de maio de 1846 a 6 de outubro de 1846  |
| Ministro e Secretário de Estado dos Negócios do Reino                   |          | Duque de Palmela (1781–1850)                             | 20 de maio de 1846 a 26 de maio de 1846    |
| Ministro e Secretário de Estado dos Negócios do Reino                   |          | Luís Mouzinho de Albuquerque (1792–1846)                 | 26 de maio de 1846 a 19 de julho de 1846   |
| Ministro e Secretário de Estado dos Negócios do Reino                   |          | Duque de Palmela (1781–1850)                             | 19 de julho de 1846 a 6 de outubro de 1846 |
| Ministro e Secretário de Estado dos Negócios Eclesiásticos e de Justiça |          | Duque de Palmela (interino) (1781–1850)                  | 20 de maio de 1846 a 26 de maio de 1846    |
| Ministro e Secretário de Estado dos Negócios Eclesiásticos e de Justiça |          | Joaquim Filipe de Soure (1805–1882)                      | 26 de maio de 1846 a 19 de julho de 1846   |
| Ministro e Secretário de Estado dos Negócios Eclesiásticos e de Justiça |          | Joaquim António de Aguiar (1792–1874)                    | 19 de julho de 1846 a 6 de outubro de 1846 |
| Ministro e Secretário de Estado dos Negócios da Fazenda                 |          | Duque de Palmela (interino) (1781–1850)                  | 20 de maio de 1846 a 26 de maio de 1846    |
| Ministro e Secretário de Estado dos Negócios da Fazenda                 |          | Duque de Palmela (1781–1850)                             | 26 de maio de 1846 a 19 de julho de 1846   |
| Ministro e Secretário de Estado dos Negócios da Fazenda                 |          | Júlio Gomes da Silva Sanches (1803–1866)                 | 19 de julho de 1846 a 6 de outubro de 1846 |
| Ministro e Secretário de Estado dos Negócios da Guerra                  |          | Duque da Terceira (1792–1860)                            | 20 de maio de 1846 a 26 de maio de 1846    |
| Ministro e Secretário de Estado dos Negócios da Guerra                  |          | Marquês de Saldanha (não empossado) (1790–1876)          | 26 de maio de 1846 a 19 de julho de 1846   |
| Ministro e Secretário de Estado dos Negócios da Guerra                  |          | José Jorge Loureiro (interino) (1791–1860)               | 26 de maio de 1846 a 19 de julho de 1846   |
| Ministro e Secretário de Estado dos Negócios da Guerra                  |          | Visconde de Sá da Bandeira (1795–1876)                   | 19 de julho de 1846 a 6 de outubro de 1846 |
| Ministro e Secretário de Estado dos Negócios da Marinha e Ultramar      |          | Duque da Terceira (interino) (1792–1860)                 | 20 de maio de 1846 a 23 de maio de 1846    |
| Ministro e Secretário de Estado dos Negócios da Marinha e Ultramar      |          | Luís Mouzinho de Albuquerque (não empossado) (1792–1846) | 23 de maio de 1846 a 26 de maio de 1846    |
| Ministro e Secretário de Estado dos Negócios da Marinha e Ultramar      |          | José Jorge Loureiro (1791–1860)                          | 26 de maio de 1846 a 19 de julho de 1846   |
| Ministro e Secretário de Estado dos Negócios da Marinha e Ultramar      |          | Luís Mouzinho de Albuquerque (1792–1846)                 | 19 de julho de 1846 a 6 de outubro de 1846 |
| Ministro e Secretário de Estado dos Negócios Estrangeiros               |          | Marquês de Saldanha (não empossado) (1790–1876)          | 20 de maio de 1846 a 26 de maio de 1846    |
| Ministro e Secretário de Estado dos Negócios Estrangeiros               |          | Duque da Terceira (interino) (1792–1860)                 | 20 de maio de 1846 a 26 de maio de 1846    |
| Ministro e Secretário de Estado dos Negócios Estrangeiros               |          | Conde do Lavradio (1796–1870)                            | 26 de maio de 1846 a 6 de outubro de 1846  |